# Anna Chipovskaya
Anna Borisovna Chipovskaya (en ruso: А́нна Бори́совна Чипо́вская) es una actriz y cantante rusa. 

## Biografía
Chipovskaya nació en Moscú, RSFS, Unión Soviética. Su madre, Olga Chipovskaya, fue actriz del Teatro Vakhtangov y su padre, Boris Frumkin, era músico de jazz.
Estudió hasta el noveno grado y luego se inscribió en una escuela de teatro.
En 2009, se graduó de la Escuela de Teatro de Arte de Moscú y fue aceptada en la compañía del estudio del teatro de Moscú bajo la dirección de Oleg Tabakov. En el mismo año, "Nezavisimaya Gazeta" destacó el trabajo de Anna Chipovskaya en la obra "Olesya". 

## Carrera
Cuando era estudiante, trabajo como fotógrafa. Debutó en el cine a los 16 años.
Participó en la película "Yolki 3" (2013).
Se hizo popular debido a la serie de televisión "The Thaw" (2013).
Por su papel en "The Thaw" fue nominada al "Golden Eagle" (Film Awards 2015) en la categoría "Mejor actriz de televisión".  
En 2015, actuó en la versión rusa de la canción estadounidense, In the Pines titulada "Холодного фронта".
Ha respaldado los perfumes de Avon Products.

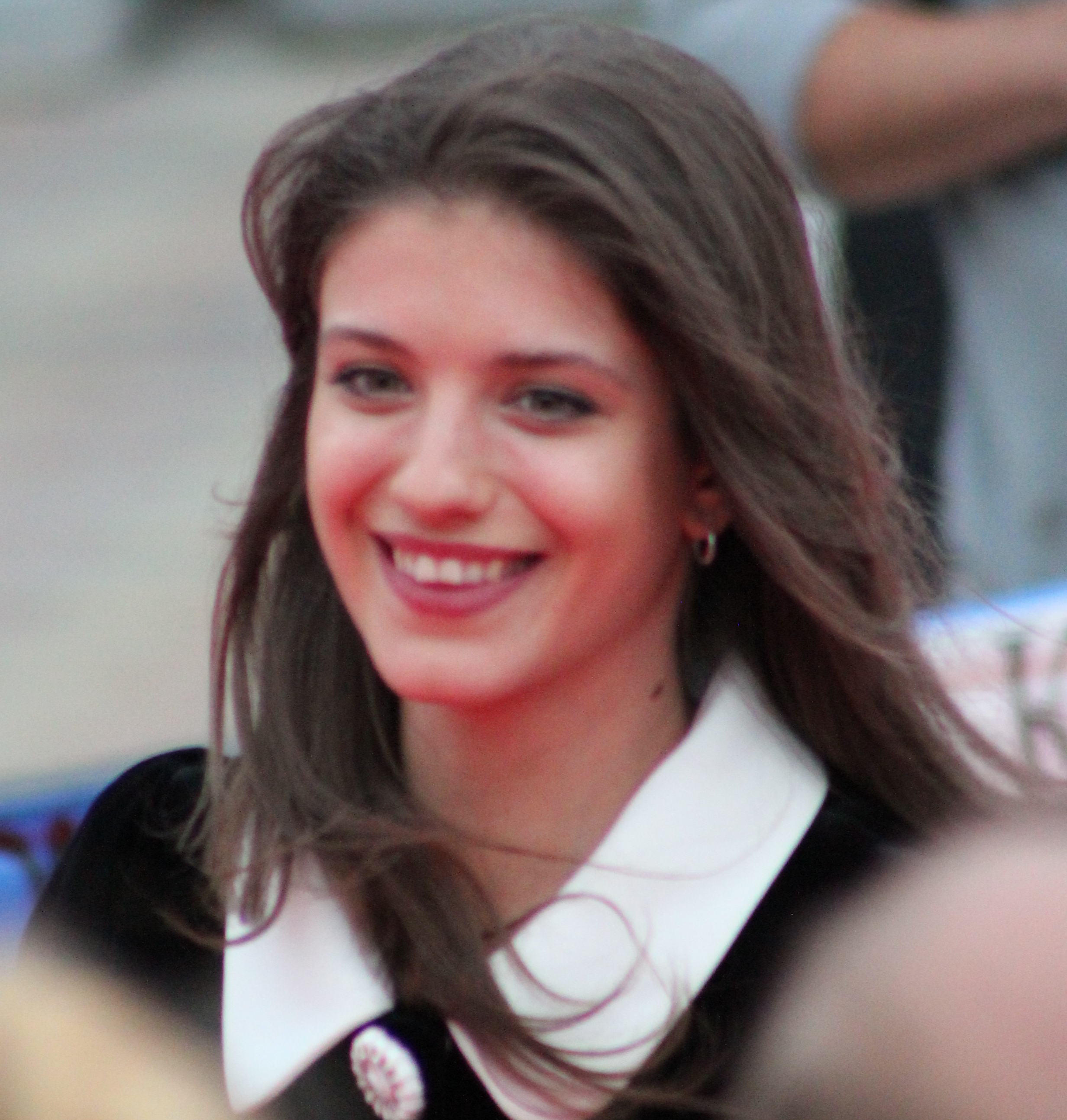
Anna Chipovskaya en el Festival de cine On the Edge.

## Filmografía

### Películas
| Año  | Título                                        | Papel                 |
| ---- | --------------------------------------------- | --------------------- |
| 2005 | Temporada masculina: revolución de terciopelo | Hija de Vershinin     |
| 2006 | Laberintos de amor                            | Sofía                 |
| 2011 | Yolki 2                                       | Elena Kravchuk        |
| 2012 | La balada de los Uhlanes                      | Panna Beata           |
| 2012 | El conductor                                  | Darya                 |
| 2012 | Espía                                         | Nadya                 |
| 2013 | Yolki 3                                       | Lena                  |
| 2014 | Sexo, Café, Cigarrillos                       | niña                  |
| 2014 | La calculadora                                | Kristi                |
| 2015 | Patas, huesos y rock and roll                 | Lena, madre de Nastya |
| 2015 | Horóscopo para la buena suerte                | Rita Antonova         |
| 2015 | Entrenador Dreen                              |                       |
| 2015 | Buen trabajo                                  |                       |
| 2016 | Arte puro                                     | Sasha Gaidukova       |
| 2016 | Día todos los amantes                         | Masha                 |
| 2017 | Éxito de taquilla                             | Natasha Tulpanova     |
| 2017 | Sobre el amor                                 | Nina                  |
| 2017 | Sangre en la pista de baile                   |                       |

### Televisión
| Año  | Título                         | Papel              |
| ---- | ------------------------------ | ------------------ |
| 2003 | Operación "Color de la nación" | Anya               |
| 2004 | Lirio de los valles plata 2    | Sani               |
| 2005 | Querida Masha Berezina         | Sveta Popova       |
| 2008 | Solteros                       | Zhenya             |
| 2009 | Hermanos                       | Nastya Tsareva     |
| 2010 | Bros - 2                       | Nastya Tsareva     |
| 2013 | Todo comenzó en Harbin         | Lyudmila Erzhanova |
| 2013 | El deshielo                    | Maryana Pichugina  |
| 2014 | Reunión informal               | Margarita          |
| 2014 | dejando la naturaleza          | Alla Gulyaeva      |
| 2017 | El camino al calvario          | Darya Bulavina     |